# RWDM布鲁塞尔足球俱乐部
莫伦贝克布鲁塞尔斯特龙贝克足球俱乐部（F.C. Molenbeek Brussels Strombeek 或简称 布鲁塞尔足球俱乐部）是比利时足球俱乐部，位于布鲁塞尔首都大区圣扬斯-莫伦贝克。现为比利时足球甲级联赛球队。俱乐部是2003年由KFC斯特龙贝克和RWD莫伦贝克联合而成的新球会。经管俱乐部丢失了原RWD莫伦贝克的历史荣誉，但球队很大一部分人员均来自RWD莫伦贝克。俱乐部主体育场为埃德蒙德·马斯滕斯球场（Stade Edmond Machtens）。
2014年，球隊因財政問題倒閉。

## 球队历史
斯特龙贝克足球俱乐部于1932年注册成为比利时足球协会成员。球队在2000年取得比利时足球丙A联赛冠军从而升入乙级，在随后的三年中球队在乙级联赛的战绩分别为第10名和2个第9名。2003年球队合并了RWD莫伦贝克，但是没有得到甲级联赛的参赛资格。但是新俱乐部在Harm van Veldhoven教练得率领下夺得了2003-04赛季比利时足球乙级联赛的冠军，从而名正言顺的升入比利时足球甲级联赛并保持至今。

## 著名球员
- 2000年代: 
  -  阿兰·哈伊道克
  -  理查德·库雷克
  - 帕特里克·尼斯

## 球队荣誉
- 比利时足球乙级联赛:
  - 冠军 (1次): 2003-04
- 比利时足球丙A联赛:
  - 冠军 (1次): 1999-2000